# Dippoldschacht

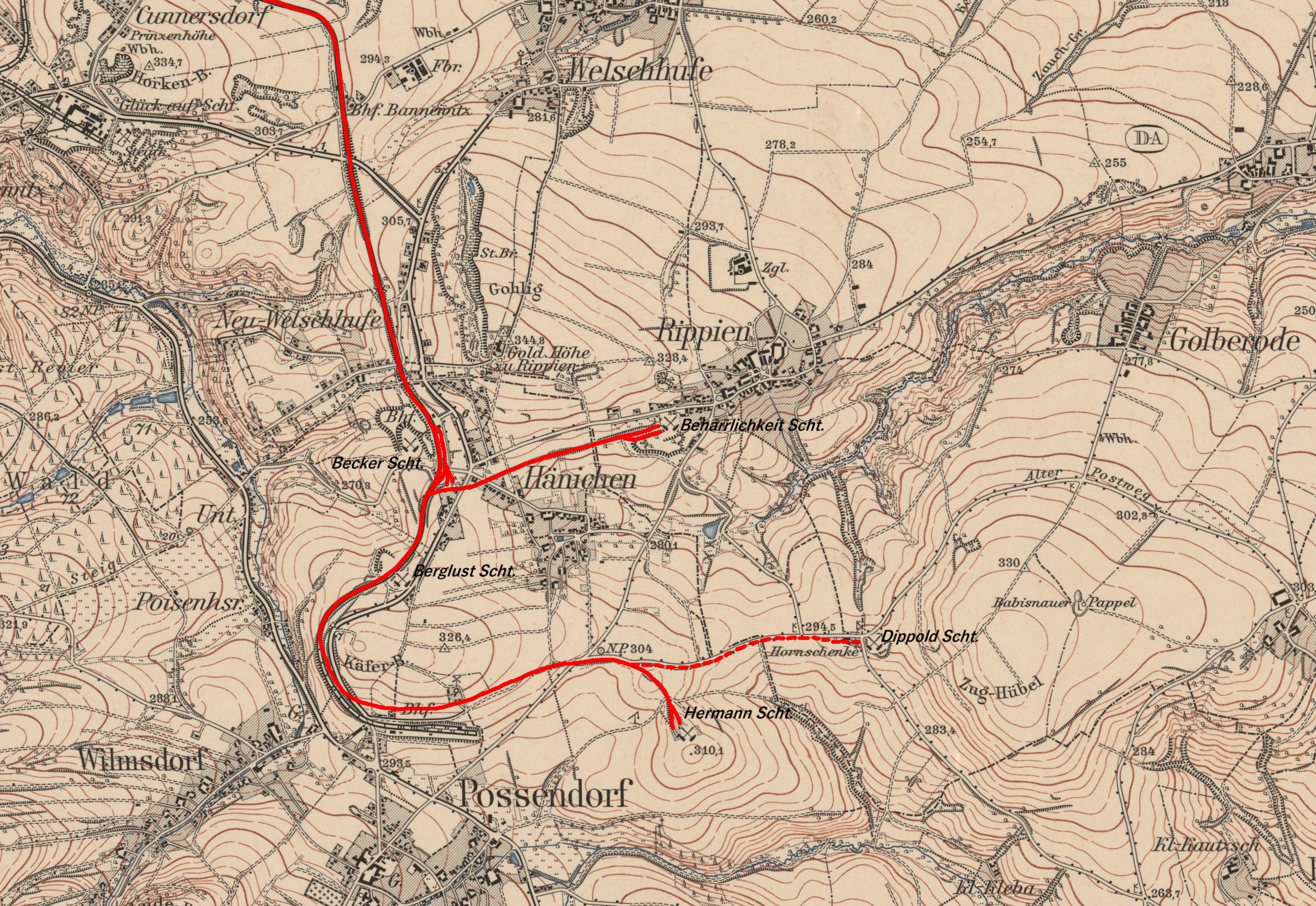
Karte der Schachtanlagen (Äquidistantenkarte, 1904)

Der Dippoldschacht war eine Steinkohlengrube des Golberoder-Dippoldiswalder Aktienvereins. Der Schacht lag unmittelbar am östlichen Rand der Steinkohlenlagerstätte des Döhlener Beckens am Fuß des Zughübels bei Golberode.

## Geschichte
Der Golberoder-Dippoldiswalder Aktienverein begann 1857 bei 302 m NN mit der Teufe des Schachtes. Im April 1860 wurde bei einer Teufe von 348,90 Metern das 2,20 Meter  mächtige 1. Flözerreicht. Bei einer Teufe von 353,90 Meter wurde das 0,90 Meter mächtige 2. Flöz erreicht. Die Endteufe des Schachtes betrug 376,10 Meter. Zu diesem Zeitpunkt waren 40 Bergleute beschäftigt.
Zur Untersuchung des Kohlenfeldes wurden vom Schacht aus bis in eine Entfernung von 120 Metern in alle Richtungen Strecken aufgefahren. In östlicher Richtung war die Flözmächtigkeit schon nach 100 Metern auf 0,60 Meter gesunken. In südöstlicher Richtung wurde in einer Entfernung von 30 Metern die Verwerfung des Roten Ochsen mit einer Sprunghöhe von 35 Metern angefahren. Das Feld erwies sich als unbauwürdig. Im März 1862 wurden die Vorrichtungsarbeiten eingestellt. Zwischen September 1860 und März 1862 wurden 53.800 t Kohle gefördert. Die Belegschaft erreichte im Jahr 1861 189 Personen.
Der Schacht verfügte über eine Trommelfördermaschine die von einer Dampfmaschine mit einer Leistung von 36 PS angetrieben wurde. Mit dieser Dampfmaschine wurde auch die Wasserhaltung betrieben. Am Kunstgestänge hatte man Tritte befestigt und nutzte dieses als Fahrkunst. In einer Teufe von 67 Metern hatte man eine Rösche zur Wassergewinnung vorgetrieben.
Geplant waren neben einem 880 Meter langen Anschluss der Schachtanlage an die Hänichener Kohlenzweigbahn im Bereich des benachbarten Hermannschachtes auch die Teufe eines weiteren Schachtes. Die Arbeiten zur Teufe des bei 299 m NN angeschlagenen Schachtes in einer Entfernung von 820 Metern südöstlich des Dippoldschachtes in der Flur Kleba hatten schon begonnen, wurden aber bei einer Teufe von 3,80 Metern eingestellt.
Nach dem Ende aller Arbeiten wurde der Dippoldschacht 1862 verfüllt und das Kohlenfeld an den Hänichener Steinkohlenbauverein verkauft. Diese wältigte den Schacht 1866 wieder auf. Geplant war nach einem Durchschlag in die Grubenbaue des ehemaligen Golberoder-Dippoldiswalder Aktienvereins, die Nutzung des Dippoldschachtes als Wetterschacht. Zu diesem Durchschlag ist es aber nicht gekommen und der Schacht wurde wieder verfüllt.
Die Tagesanlagen wurden daraufhin 1873/74 abgetragen.
Als einziges Gebäude blieb auf dem Schachtgelände die 1862 eröffnete Hornschänke erhalten. In den Karten ab 1870 wird sie als Gasthof zur Hoffnung bezeichnet. Erst nach 1910 bürgert sich der Begriff Hornschänke ein. Das Gebäude wurde noch bis Ende der 1990er Jahre als öffentliche Gaststätte genutzt. Das Gebäude dient heute Wohnzwecken.
Im Jahr 1977 wurde der Schacht durch die Bergsicherung Dresden nachverwahrt.